# تیوجه
تیوجه (به صربی: Tiodže) یک منطقهٔ مسکونی در صربستان است که در راشکا واقع شده‌است. تیوجه ۱۵۸ نفر جمعیت دارد.